# Oatt Rocks
Die Oatt Rocks sind eine Gruppe von Klippenfelsen vor der Südseite der Insel Heard im südlichen Indischen Ozean. Sie ragen vor der Einfahrt zur Winston-Lagune aus dem Meer auf.
Benannt ist die Gruppe nach R. G. Oatt, Funkverkehrsüberwacher bei einer 1949 durchgeführten Kampagne der Australian National Antarctic Research Expeditions zur Insel Heard.